# Gran Conjunción

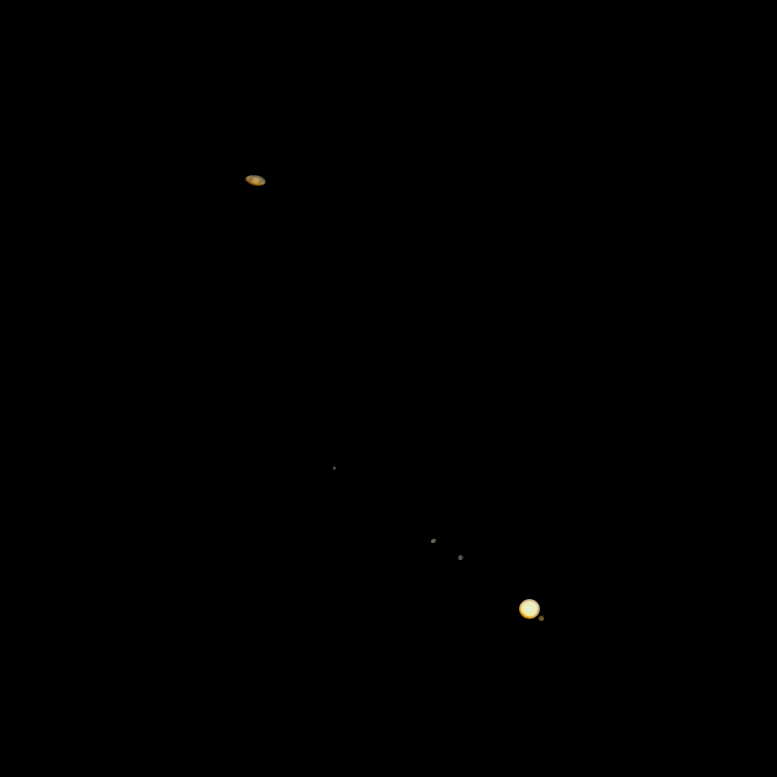
Fotografía de la gran conjunción de 2020 dos días antes de la aproximación más cercana con aproximadamente 15 minutos de arco entre Júpiter y Saturno (más grande y más pequeño respectivamente).
Las cuatro lunas galileanas son visibles: aproximadamente a las 10 en punto en la parte superior izquierda de Júpiter están Calisto, Ganímedes y Europa, apareciendo mucho más cerca de Júpiter en su parte inferior derecha es Io.

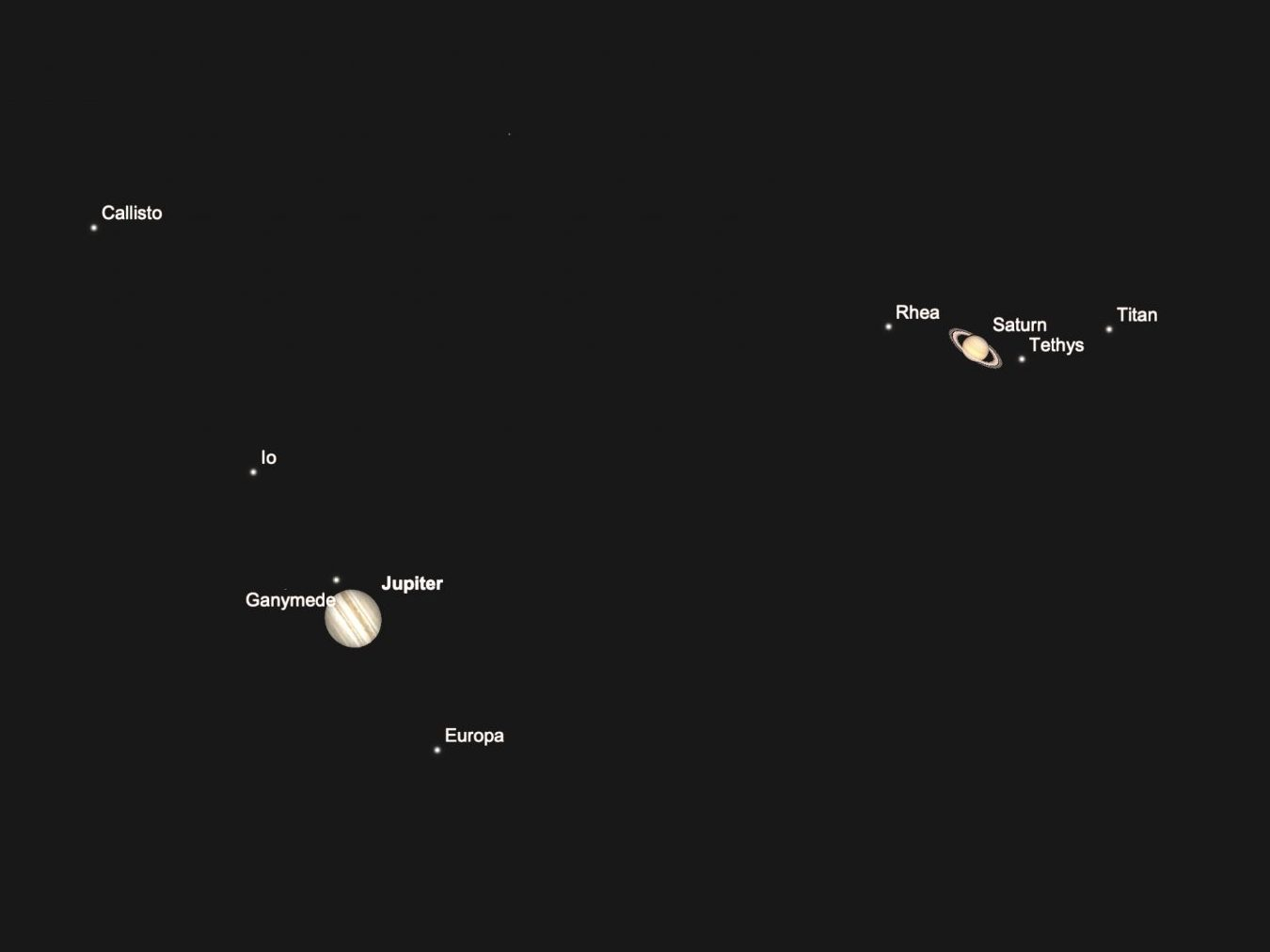
Vista simulada de la Gran Conjunción de 2020

Una gran conjunción ocurre cuando los planetas Júpiter y Saturno aparecen más juntos en el cielo.
Las grandes conjunciones son consideradas las más raras y una de las más brillantes y cercanas en promedio de las conjunciones entre planetas «a simple vista» (es decir, sin contar las conjunciones más raras que involucran a los gigantes de hielo, ya que eran demasiado tenues para ser descubiertas hasta después la invención del telescopio), ocurren aproximadamente cada 20 años cuando Júpiter «alcanza» a Saturno en su órbita.

## Mecánica celeste
En promedio, las grandes temporadas de conjunción ocurren una vez cada 19,859 años julianos (365,2500 días). Usando los períodos de Júpiter y Saturno en días, este número se puede calcular mediante la fórmula 1 / (1 / 4332,59−1 / 10759,22) = c. 7253,46 días, que es la frecuencia promedio de Júpiter "adelantando" a Saturno visto desde el Sol debido al efecto combinado del período orbital de aproximadamente 11.9 años de Júpiter y Saturno c. Período orbital de 29,5 años. (En la práctica, el tamaño de la órbita de la Tierra puede hacer que se produzcan grandes conjunciones hasta algunos meses fuera del promedio cada 19.859 años o el tiempo en que ocurren en el Sol. )
Ocasionalmente hay más de una gran conjunción en una temporada cuando ocurren lo suficientemente cerca de la oposición, esta es una triple conjunción (que no es exclusiva de las grandes conjunciones). La gran conjunción más reciente ocurrió el 21 de diciembre de 2020 y la próxima ocurrirá el 4 de noviembre de 2040. Durante la gran conjunción de 2020, los dos planetas estarán separados en el cielo por un mínimo de 6 minutos de arco, la separación más cercana entre los dos planetas desde 1623. La cercanía es el resultado de una de las tres zonas de longitud aproximadamente igualmente espaciadas donde ocurren grandes conjunciones que se desplazan hacia la vecindad de una de las dos longitudes donde las dos órbitas parecen cruzarse cuando se ve desde el Sol (que tiene un punto de vista similar Tierra).
Las grandes zonas de conjunción giran en la misma dirección que los planetas a razón de aproximadamente un sexto de revolución cada cuatro siglos, creando así conjunciones especialmente estrechas en un ciclo de aproximadamente cuatro siglos. Más precisamente, la ubicación en el cielo de cada conjunción en una serie debería aumentar en longitud en 16,3 grados en promedio, haciendo un ciclo completo en relación con las estrellas en promedio una vez cada 2634 años. Si, en cambio, usamos la convención de medir la longitud hacia el este desde el equinoccio de marzo, debemos tener en cuenta que el equinoccio de marzo circula una vez cada c. 25.772 años, por lo que las longitudes medidas de esa manera aumentan ligeramente más rápido y esos números se convierten en 17,95 grados y 2390 años.
Las longitudes de las grandes conjunciones cercanas son actualmente de aproximadamente 307,4 y 127,4 grados, en las constelaciones de Capricornio y Cáncer, respectivamente. La órbita de la Tierra puede hacer que los planetas aparezcan hasta unos 10 grados por delante o por detrás cuando se encuentran en el punto óptimo, lo que también es cierto para cualquier otra parte de sus órbitas.
El plano de la órbita de Saturno está inclinado 2,485 grados con respecto al de la Tierra y el de Júpiter es 1,303 grados. Es interesante que los nodos ascendentes de ambos planetas sean similares, 100,6 grados para Júpiter y 113,7 grados para Saturno, de modo que si Saturno está por encima o por debajo del plano orbital de la Tierra, Júpiter generalmente también lo está (esto se debe en parte a que la órbita de la Tierra está inclinada en relación con todos los grandes planetas). Debido a que las direcciones de inclinación de la órbita de Júpiter y Saturno se alinean razonablemente bien, se esperaría que ninguna aproximación más cercana sea mucho peor que la inclinación de la órbita de Saturno (2.485 °) menos la de Júpiter (1.303). De hecho, entre el año 1 y el 3000 las distancias máximas de conjunción fueron de 1,3 grados en 1306 y 1940. Las conjunciones en ambos años ocurrieron cuando los planetas se inclinaron más fuera del plano: longitud 206 grados (por lo tanto sobre el plano) en 1306, y longitud 39 grados (por lo tanto debajo del plano) en 1940.

## Lista de grandes conjunciones (1200 a 2400 d.C.)
La siguiente tabla muestra las grandes conjunciones de la Tierra.
La longitud es en sentido antihorario desde donde estaba el punto del equinoccio de marzo (para este gráfico) 2000.0 AD. Este sistema de coordenadas no giratorio no se mueve con la oscilación del eje de la Tierra, por lo que es adecuado para estrellas y cálculos físicos. (En astrometría, la latitud y la longitud se basan en la eclíptica, que es la órbita de la Tierra extendida hacia el sol y anti-sol indefinidamente. ) El otro sistema de coordenadas de conjunción común mide el sentido contrario a las agujas del reloj en ascensión recta desde el punto del equinoccio de marzo y se basa en el ecuador de la Tierra y el meridiano del punto del equinoccio, ambos extendidos hacia arriba indefinidamente (las separaciones eclípticas suelen ser más pequeñas).
La distancia es la cercanía del planeta en sesenta grados de grado (minutos de arco) y el alargamiento es la distancia angular del Sol en grados (el cielo de la mañana es un número negativo aquí).
Elongación entre c. –20 y 20 grados indica que el Sol está lo suficientemente cerca de la conjunción para que sea difícil o imposible verlo, a veces más difícil en algunas latitudes geográficas y menos difícil en otras partes. Tenga en cuenta que el momento exacto de la conjunción no se puede ver en todas partes, ya que está debajo del horizonte o durante el día en algunos lugares, pero el lugar en la Tierra afecta la separación mínima menos de lo que lo haría si estuviera involucrado un planeta interior.
El dígito después del alargamiento es la gran serie de conjunción (aproximadamente análoga a la serie de Saros). Cada gran conjunción ocurre aproximadamente 119,16 años antes o después de la siguiente o anterior del mismo número. La razón por la que es cada segunda conjunción en la misma área constelación en lugar de cada una es porque las adyacentes son menos similares que las que están separadas por dos ciclos, esto se debe a que 119,16 años está más cerca de un número entero de años que 119,16 ÷ 2 (todas las series tendrá progresiones donde las conjunciones alineadas con el Sol se mueven gradualmente hacia el cielo de la mañana, pasan la medianoche y luego el cielo de la tarde antes de alinearse una vez más con el Sol. El tiempo para que una serie realice este ciclo completo debe ser aproximadamente (360 / (57,9-16,3)) * 119,16 = c. 1360 años). 
El carácter después del dígito es Y si es fácil de ver, N si no lo es y signo de interrogación si eso depende de la latitud del observador. Finalmente, hay una T si la conjunción es miembro de una conjunción triple y un espacio en blanco en caso contrario. (En una conjunción triple, la serie no avanza en uno en cada evento, ya que la constelación y el año son iguales o cercanos a él, esta es la única vez que las grandes conjunciones pueden tener menos de c. 2 décadas de diferencia).
| Fecha (día/mes/año) | Longitud | Distancia | Elongación |
| ------------------- | -------- | --------- | ---------- |
| 16/04/1206          | 066,8    | 65,3      | 023,0      |
| 04/03/1226          | 313,8    | 02,1      | -048,6     |
| 21/09/1246          | 209,6    | 62,3      | 013,5      |
| 23/07/1265          | 079,9    | 57,3      | -058,5     |
| 31/12/1285          | 318,0    | 10,6      | 019,8      |
| 24/12/1305          | 220,4    | 71,5      | -070,0     |
| 20/04/1306          | 217,8    | 75,5      | 170,7      |
| 19/07/1306          | 215,7    | 78,6      | 082,5      |
| 01/06/1325          | 087,2    | 49,2      | -000,4     |
| 24/03/1345          | 328,2    | 21,2      | -052,5     |
| 25/10/1365          | 226,0    | 72,6      | -003,7     |
| 08/04/1385          | 094,4    | 43,2      | 058,8      |
| 16/01/1405          | 332,1    | 29,3      | 018,1      |
| 10/02/1425          | 235,2    | 70,7      | 104,1      |
| 19/03/1425          | 234,4    | 72,4      | -141,6     |
| 24/08/1425          | 230,6    | 76,3      | 062,6      |
| 13/07/1444          | 106,9    | 28,5      | -015,9     |
| 07/04/1464          | 342,1    | 38,2      | -052,6     |
| 17/11/1484          | 240,2    | 68,3      | -012,3     |
| 25/05/1504          | 113,4    | 18,7      | 033,5      |
| 30/01/1524          | 345,8    | 46,1      | 019,1      |
| 17/09/1544          | 245,1    | 69,2      | 053,4      |
| 25/08/1563          | 125,3    | 06,8      | -042,1     |
| 02/05/1583          | 355,9    | 52,9      | -051,2     |
| 17/12/1603          | 253,8    | 59,0      | -017,6     |
| 16/07/1623          | 131,9    | 05,2      | 012,9      |
| 24/02/1643          | 000,1    | 59,3      | 018,8      |
| 17/10/1663          | 254,8    | 59,2      | 048,7      |
| 23/10/1682          | 143,5    | 15,4      | -071,8     |
| 08/02/1683          | 141,1    | 11,6      | 175,8      |
| 17/05/1683          | 138,9    | 15,8      | 077,5      |
| 21/05/1702          | 010,8    | 63,4      | -053,5     |
| 05/01/1723          | 265,1    | 47,7      | -023,8     |
| 30/08/1742          | 150,8    | 27,8      | -010,3     |
| 18/03/1762          | 015,6    | 69,4      | 014,5      |
| 05/11/1782          | 271,1    | 44,6      | 044,9      |
| 16/07/1802          | 157,7    | 39,5      | 041,3      |
| 18/06/1821          | 027,1    | 72,9      | -062,9     |
| 26/01/1842          | 281,1    | 32,3      | -027,1     |
| 20/10/1861          | 170,2    | 47,4      | -039,5     |
| 17/04/1881          | 033,0    | 74,5      | 003,8      |
| 28/11/1901          | 285,4    | 26,5      | 038,3      |
| 08/09/1921          | 177,3    | 58,3      | 011,1      |
| 06/08/1940          | 045,2    | 71,4      | -089,8     |
| 21/10/1940          | 041,1    | 74,1      | -165,7     |
| 14/02/1940          | 039,9    | 77,4      | 073,3      |
| 18/02/1961          | 295,7    | 13,8      | -034,5     |
| 01/01/1981          | 189,8    | 63,7      | -091,4     |
| 06/03/1981          | 188,3    | 63,3      | -155,9     |
| 25/07/1981          | 185,3    | 67,6      | 062,7      |
| 28/05/2000          | 052,6    | 68,9      | -014,6     |
| 21/12/2020          | 300,3    | 06,1      | 030,2      |
| 04/11/2040          | 197,8    | 72,8      | -024,6     |
| 08/04/2060          | 059,6    | 67,5      | 041,7      |
| 15/03/2080          | 310,8    | 06,0      | -043,7     |
| 18/09/2100          | 204,1    | 62,5      | 029,5      |
| 15/07/2119          | 073,2    | 57,5      | -037,8     |
| 14/01/2140          | 315,1    | 14,5      | 022,7      |
| 20/02/2159          | 215,3    | 71,2      | -050,3     |
| 28/05/2179          | 080,6    | 49,5      | 016,1      |
| 08/04/2199          | 325,6    | 25,2      | -050,0     |
| 01/11/2219          | 221,7    | 63,1      | 006,8      |
| 06/09/2238          | 093,2    | 39,3      | -067,6     |
| 12/01/2239          | 090,2    | 47,5      | 161,3      |
| 22/03/2239          | 088,4    | 45,3      | 089,9      |
| 02/02/2259          | 329,6    | 33,3      | 019,6      |
| 05/02/2279          | 231,9    | 69,9      | -080,3     |
| 07/05/2279          | 229,9    | 73,8      | -172,6     |
| 31/08/2279          | 227,2    | 74,9      | 073,3      |
| 12/07/2298          | 100,6    | 28,3      | -006,0     |
| 26/04/2318          | 339,8    | 41,8      | -051,8     |
| 01/12/2338          | 237,3    | 66,3      | -007,4     |
| 22/05/2358          | 107,5    | 18,5      | 050,7      |
| 18/02/2378          | 343,7    | 50,5      | 019,4      |
| 02/10/2398          | 240,7    | 65,9      | 058,2      |

*En negrita, la Gran Conjunción más próxima.

## Grandes Conjunciones notables
| Fecha                        | Coordenadas de la eclíptica (no giratorias/seguimiento de estrellas) | Separación (en minutos de arco) | Visibilidad                                                                                                | Notas |
| ---------------------------- | -------------------------------------------------------------------- | ------------------------------- | --- | --- |
| 1 de marzo de 1793 a. C.     | 153,4°                                                               | 1,3                             | Noche | La conjunción más cercana entre la época prehistórica y el siglo 46 d. C. Parte de una triple conjunción.                                             |
| 28 de diciembre de 424 a. C. | 322,8°                                                               | 1,5                             | Tarde, difícil de ver.                                                                                     | |
| 6 de marzo de 372            | 316,6°                                                               | 1,9                             | Mañana | La conjunción más cercana de los primeros tres milenios d. C.                                                                                         |
| 31 de diciembre de 431       | 320,6°                                                               | 6,2                             | Tarde, difícil de ver.                                                                                     | |
| 13 de septiembre de 709      | 130,8°                                                               | 8,3                             | Mañana, parte de una triple conjunción.                                                                    | |
| 22 de julio de 769           | 137,8°                                                               | 4,3                             | Demasiado cerca del Sol para ser visible.                                                                  | |
| 11 de diciembre de 1166      | 303,3°                                                               | 2,1                             | Tarde, no es fácil de ver.                                                                                 | |
| 4 de marzo de 1226           | 313,8°                                                               | 2,1                             | Mañana | |
| 25 de agosto de 1563         | 125,3°                                                               | 6,8                             | Mañana | |
| 16 de julio de 1623          | 131,9°                                                               | 5,2                             | Tarde, difícil de ver, especialmente desde el hemisferio norte.                                            | |
| 21 de diciembre de 2020      | 300,3°                                                               | 6,1                             | Tarde, difícil de ver desde la latitud norte alta, no visible en la Antártida.                             | Longitud heliocéntrica de más de 303 grados cerca de la longitud ideal de intersección del plano de la órbita de 317 grados para la cercanía (J2000). |
| 15 de marzo de 2080          | 310,8°                                                               | 6,0                             | Mañana | |
| 24 de agosto de 2417         | 119,6°                                                               | 5,4                             | Por la mañana, no es fácil o imposible de ver desde partes del hemisferio sur y el Ártico .                | |
| 6 de julio de 2477           | 126,2°                                                               | 6,3                             | Tarde, más fácil de ver en el hemisferio sur.                                                              | |
| 25 de diciembre de 2874      | 297,1°                                                               | 2,3                             | Por la noche, el sol de verano dificulta la visualización en la Antártida.                                 | |
| 19 de marzo de 2934          | 307,6°                                                               | 9,3                             | Mañana | |
| 8 de marzo de 4523           | 287,8°                                                               | 1,0                             | Por la mañana, no es fácil o imposible de ver desde las altas latitudes del norte y el área del Polo Sur . | La conjunción más cercana en un período de casi 14,400 años (un total de siglos).                                                                     |

### 7 a.C.
Al estudiar la gran conjunción de 1603, Johannes Kepler pensó que la Estrella de Belén podría haber sido el acontecimiento de una gran conjunción. Calculó que una triple conjunción de Júpiter y Saturno ocurrió en el 7 a. C. (-6 usando la numeración astronómica de años ). Una triple conjunción es una conjunción de Júpiter y Saturno en o cerca de su oposición al Sol . En este escenario, Júpiter y Saturno ocuparán la misma ascensión recta en tres ocasiones o la misma longitud eclíptica en tres ocasiones dependiendo de qué definición de "conjunción" se use (esto se debe a un movimiento retrógrado aparente y ocurre en unos meses). La triple conjunción más reciente ocurrió en 1980 y 1981 mientras que la próxima será en 2238 y 2239.

### 1563
Los astrónomos de la Academia de Cracovia ( Jan Muscenius, Stanisław Jakobejusz, Nicolaus Schadeck, Petrus Probosczowicze y otros) observaron la gran conjunción de 1563 para comparar las tablas alfonsinas (basadas en un modelo geocéntrico ) con las tablas Prutenic (basadas en el heliocentrismo copernicano ). En las Tablas Prutenic, los astrónomos encontraron a Júpiter y Saturno tan cerca el uno del otro que Júpiter cubrió a Saturno  (la separación angular real era de 6,8 minutos el 25 de agosto de 1563 ). Las tablas de Alfonsine sugirieron que la conjunción debería observarse en otro día, pero el día indicado por las tablas de Alfonsine, la separación angular fue de 141 minutos completos. Los profesores de Cracovia sugirieron seguir las predicciones copernicanas más precisas y, entre 1578 y 1580, Valentin Fontani dio tres conferencias sobre el heliocentismo copernicano. 

### 2020

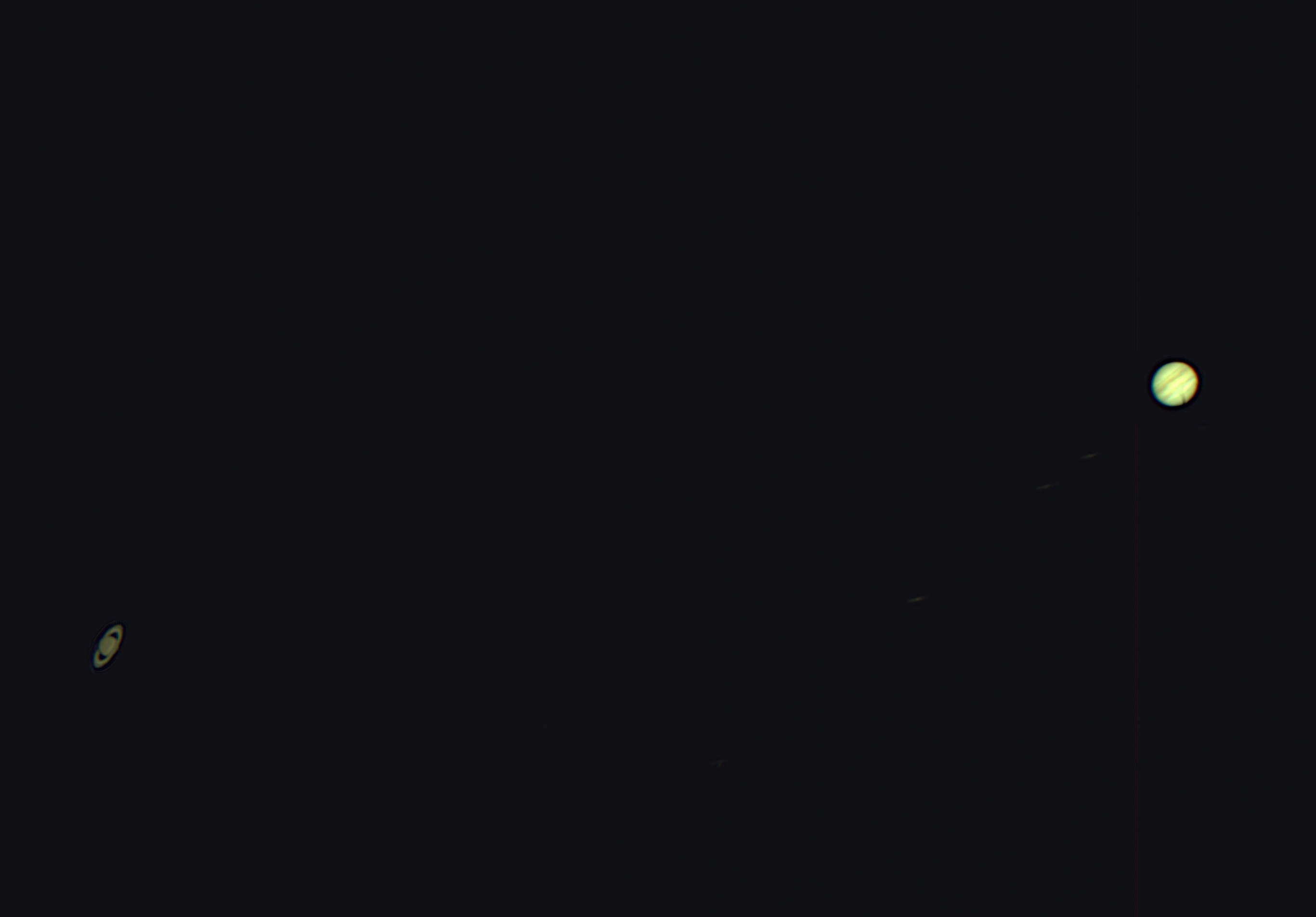
Gran conjunción, observada el 19 de diciembre de 2020, dos noches antes del 21 de diciembre, según lo registrado por Raman Madhira del Observatorio de Astrofotografía de Ray. Se utilizó un telescopio SCT de 14 pulgadas más un CCD a color.

La gran conjunción de 2020 fue la más cercana desde 1623 y la octava más cercana de los primeros tres milenios dC con una separación mínima entre los dos planetas de 6.1 minutos de arco. Esta gran conjunción también será la más cercana desde 1226 que en realidad será observable desde la Tierra. Ocurrirá siete semanas después de la conjunción heliocéntrica, cuando Júpiter y Saturno compartan la misma longitud heliocéntrica. La separación más cercana ocurre el 21 de diciembre a las 18:22 UTC, cuando Júpiter estará 0,1° al sur de Saturno y 30° al este del Sol. Esto significa que ambos planetas serán visibles en el mismo campo de visión telescópico (aunque se distinguirán entre sí sin ayuda óptica). Durante el acercamiento más cercano, ambos planetas parecerán ser un objeto binario a simple vista. Desde latitudes medias del norte, los planetas serán visibles a menos de 15° de altitud sobre el horizonte suroeste en la constelación de Capricornio, una hora después de la puesta del sol.

### 7541
Además de ser una triple conjunción, la gran conjunción de 7541 contará con un tránsito el 16 de febrero y una ocultación  el 17 de junio (aunque no se puede calcular la precisión de las posiciones planetarias tan lejanas en el futuro, por lo que las fuentes difieren en cuanto a la naturaleza exacta de estas ocultaciones  ). Esta será la primera ocultación entre los dos planetas desde 6857 aC; la superposición requiere una separación de menos de aproximadamente 0,4 minutos de arco.

## En Historia
Las grandes conjunciones atrajeron considerable atención en el pasado como presagios. Durante la Baja Edad Media y el Renacimiento fueron un tema abordado por los astrónomos-astrólogos precientíficos y de transición del período hasta la época de Tycho y Kepler, por pensadores escolásticos como Roger Bacon y Pierre d'Ailly, y se mencionan en obras populares y literarias de autores como Dante y Shakespeare. Este interés se remonta en Europa a las traducciones de textos árabes, especialmente el libro de Albumasar sobre conjunciones.
A pesar de los errores matemáticos y algunos desacuerdos entre los astrólogos sobre cuándo comenzaron los disparadores, la creencia en la importancia de tales eventos generó una corriente de publicaciones que creció de manera constante hasta fines del siglo XVI. Como la gran conjunción de 1583 fue la última en el trígono de agua, se suponía que presagiaba cambios apocalípticos. En 1586 se publicó una bula papal contra la adivinación, pero como el temido evento de 1603 no sucedió nada significativo, el interés público murió rápidamente. Al comienzo del siguiente trígono, el consenso científico moderno había establecido durante mucho tiempo la astrología como pseudociencia, y las alineaciones planetarias ya no se percibían como presagios.